# Тбилисская государственная консерватория имени Вано Сараджишвили
Тбилисская консерватория (груз. ვანო სარაჯიშვილის სახელობის თბილისის სახელმწიფო კონსერვატორია) — музыкальное высшее учебное заведение в столице Грузии городе Тбилиси (ул. Грибоедова, 8-10).

## История
Консерватория была образована 1 мая 1917 года на базе музыкального училища, созданного в городе ещё в 1883 году. Здание музыкального училища построено по проекту архитектора Александра Шимкевича.
В 1924 году консерватория получила статус государственной консерватории. В 1947 году консерватории было присвоено имя Вано Сараджишвили.
В разное время консерваторией руководили выдающиеся грузинские и российские музыканты:
- Николай Николаев (1917—1918)
- Захарий Палиашвили (1918—1919; 1922—1923; 1930—1931)
- Николай Черепнин (1919—1922)
- Михаил Ипполитов-Иванов (1924—1925)
- Димитрий Аракишвили (1926—1929)
- Александр Хоперия (1929-30, 1933-37)
- Александр Дудучава (1932)
- Григорий Киладзе (1938-40, 1944-51)
- Шалва Мшвелидзе (1940 Март-Май)
- Иван (Вано) Гокиели,   (1941-1943)
- Иона Туския (1952—1962)
- Отар Тактакишвили (1962—1964)
- Сулхан Цинцадзе (1965—1984)
- Нодар Габуния (1984—2000)
- Манана Доиджашвили (2000-2011)
- Резо Кикнадзе[вд] (2011-2019)

В настоящее время ректором консерватории является музыковед, доктор искусствоведения Нана Шарикадзе.
Здание, в котором размещается консерватория, признано памятником архитектуры Грузии. Его строительство было закончено в 1917 году. В консерватории имеется три концертных зала на 500, 200 и 80 мест.
Консерватория является центром музыкальной жизни Грузии. В стенах консерватории проходят музыкальные фестивали, международные музыкальные конкурсы, мастер-классы, концерты и студенческие оперные спектакли в оперной студии консерватории.